# Hmongové
Hmongové (také mongové) jsou asijská etnická skupina, obývající převážně hornaté oblasti Vietnamu, Laosu a Thajska. Jde o podskupinu v Číně žijícího etnika Miao, Hmongové ale v 18. století z důvodů politických problémů a při hledání nové obdělavatelné půdy odešli na jih. Početné skupiny Hmongů odešly z politických důvodů po skončení Vietnamské války do Spojených států a dalších západních zemí.
Hmongové hovoří vlastním jazykem ze skupiny hmongsko-mienských jazyků. Sami sebe dělí na „bílé Hmongy“ (Hmong Der) a „zelené Hmongy“ (Mong Leng), tyto skupiny hovoří mírně odlišným, ale vzájemně srozumitelným dialektem. Existují navíc i další etnické podskupiny. Podle některých názorů se má pro „bílé Hmongy“ používat označení Hmong a pro „zelené Hmongy“ označení Mong, mnohdy jsou ale ztotožňováni pod názvem Hmong (který vychází z dialektu bílých Hmongů). Pro skupiny žijící v Číně je užíván termín Miao, ten čínští Hmongové akceptují, nicméně nečínští Hmongové jej mohou vnímat jako urážlivý.
Mnoho Hmongů se účastnilo odboje proti laoské komunisticko-nacionalistické straně Pathet Lao a mnoho z nich proto muselo emigrovat. Někteří Hmongové se také účastnili války ve Vietnamu na straně USA pod vedením generála Vang Pao. Hmongové podstupovali výcvik organizovaný CIA a tvořili paramilitární tzv. tajnou armádu.
Jejich počet se odhaduje na 4–5 milionů, většina (tři miliony) přitom žije v Číně, zhruba 800 000 ve Vietnamu, 450 000 v Laosu, 250–300 000 ve Spojených státech, 150 000 v Thajsku, 15 000 ve Francii a 2 000 ve Francouzské Guyaně. 

## Odkaz v kultuře
S hmongskou kulturou se můžeme seznámit ve filmu Gran Torino natočeném roku 2008. Dále se pak Hmongové objevili i v osmnácté epizodě osmé série seriálu Dr. House.